# Marton-le-Moor
Marton-le-Moor – wieś w Anglii, w hrabstwie North Yorkshire, w dystrykcie (unitary authority) North Yorkshire. Leży 30 km na północny zachód od miasta York i 304 km na północ od Londynu. W 2001 miejscowość liczyła 174 mieszkańców.